# Xilópolis
Xilópolis är en ort i Grekland.   Den ligger i prefekturen Nomós Thessaloníkis och regionen Mellersta Makedonien, i den norra delen av landet, 300 km norr om huvudstaden Aten. Xilópolis ligger 563 meter över havet och antalet invånare är 1 442.
Terrängen runt Xilópolis är kuperad åt nordost, men åt sydväst är den platt. Runt Xilópolis är det glesbefolkat, med 15 invånare per kvadratkilometer. Närmaste större samhälle är Sochós, 19,1 km sydost om Xilópolis. Omgivningarna runt Xilópolis är en mosaik av jordbruksmark och naturlig växtlighet.